# Бецзе
Бецзе (њем. Beetzsee) општина је у њемачкој савезној држави Бранденбург. Једно је од 38 општинских средишта округа Потсдам-Мителмарк. Према процјени из 2010. у општини је живјело 2.534 становника. Посједује регионалну шифру (AGS) 12069018.

## Географски и демографски подаци
Бецзе се налази у савезној држави Бранденбург у округу Потсдам-Мителмарк. Општина се налази на надморској висини од 35 метара. Површина општине износи 21,1 km². У самом мјесту је, према процјени из 2010. године, живјело 2.534 становника. Просјечна густина становништва износи 120 становника/km².